# BBYO
 (octobre 2015).
Améliorez-le ou discutez des points à vérifier. 
BBYO, avant connu comme Bnai Brith Youth Organization, est un mouvement juvénile juif pour des étudiants adolescents. En 2002, le mouvement s'est séparé de l'organisation des B'nai B'rith (fils de l'alliance), et le groupe s'est appelé BBYO. Son siège central est à Washington DC, dans l'arrondissement de Columbia.
 (juillet 2025).
L'organisation souligne son modèle de leadership juvénile, où des adolescents sont choisis par leurs collègues à un niveau local, régional, et national, et se donnent l'occasion de prendre leurs propres décisions programáticas[incompréhensible]. L'adhésion de BBYO est ouverte à n'importe quel étudiant juif. Il existe des programmes locaux pour des adolescents appelés BBYO Connect.
BBYO est organisé en chapitres locaux de même que les fraternités et sororités étudiantes. Les chapitres masculins sont connus comme des chapitres AZA, et à ses membres se leur connaît comme Alephs , les chapitres féminins sont connus comme des chapitres BBG, sont allés par le passé dans des organisations indépendantes, en étant fondées en 1924 et en 1944 respectivement, dites organisations sont convertis en des sœurs, donc toutes les deux ont fait partie de B'nai B'rith. Dans quelques communautés, il y a des chapitres de BBYO que partagent les traditions des deux organisations.

## Membres célèbres
- Russ Feingold - homme politique américain
- Meredith Kopit Levien - femme d'affaires américaine
- Sheryl Sandberg - femme d'affaires américaine
- Adam Sandler - acteur
- Grant Shapps - homme politique, ancien président du BBYO du Royaume-Uni et d'Irlande